# Parodonte

Détail d'une molaire humaine.
1. Dent 2. Émail dentaire 3. Dentine 4. Pulpe dentaire 5. 6. 7. Cément 8. Couronne 9. 10. 11. Collet 12. Racines 13. 14. 15. 16. Sulcus gingivae
17. Parodonte 18.Gencive 19. 20. 21. 22. Ligament alvéolo-dentaire 23. Os alvéolaire 24. 25. 26. 27. canal alvéolaire

Le parodonte, ou périodonte, est l'ensemble des tissus de soutien de la dent (odonte).
Il comprend :

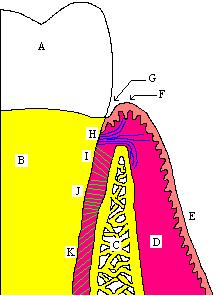
Les tissus du parodonte se combinent pour former un groupe actif et dynamique de tissus de soutien. L'os alvéolaire (C) est presque entièrement entouré par le tissu sous-épithélial (tissu conjonctif) de la gencive, qui est à son tour recouvert de différents épithéliums caractéristiques de la gencive(D). Le cément recouvrant la racine de la dent (B) est fixé à la surface corticale adjacente de l'os alvéolaire par la crête alvéolaire (I) et par des fibres parodontales horizontales (J) et obliques (K)

- l'os alvéolaire du maxillaire (mâchoire supérieure) ou de la mandibule (mâchoire inférieure) ;
- le Ligament alvéolo-dentaire (ou desmodonte) ;
- la gencive ;
- le cément de la racine dentaire dit « cément radiculaire » ;
- des éléments nerveux (récepteurs parodontaux ou propriocepteurs desmodontaux, récepteurs algiques, fibres nerveuses) ;
- des vaisseaux sanguins (artérioles, veinules).

## Innervation

### Innervation sensitive
On distingue quatre types de terminaisons parodontales : 
1. terminaisons libres à la surface du cément (sur toute la hauteur de la racine) : nocicepteurs et mécanorécepteurs,
2. une sorte de corpuscules de Ruffini (apex dentaire) : mécanorécepteurs,
3. terminaisons en forme d'anse ou d'anneau (zone de l'hypomochlion) : rôle inconnu,
4. rares terminaisons en aiguille entourée d’une capsule fibreuse (apex dentaire) : rôle non décrit.